# Bataille de Maes Moydog
Campagne des marches galloises
La bataille de Maes Moydog, qui a lieu le 5 mars 1295, est l'ultime combat de la révolte de Madog ap Llywelyn contre l'envahisseur anglais. Elle s'est déroulée près du village de Llanfair Caereinion, dans le comté de Powys, au Pays de Galles.

## La bataille
L'adversaire de Madog était le comte Guillaume de Beauchamp qui, apprenant que l'armée de Madog campait dans la vallée voisine de sa propre base de Welshpool, entreprit une marche de nuit le 4 mars et encercla l'ennemi. Madog fit mettre ses piquiers en carré, et parvint ainsi à repousser une charge de cavalerie anglaise, tuant une dizaine de chevaliers. Cependant, une tactique originale de déploiement de ses archers permit à Warwick de prendre le dessus. Les fantassins du Madog, encerclés, tentèrent le tout pour le tout et forcèrent le passage dans une certaine direction, tuant une centaine d'archers anglais, puis s'enfuirent à travers la rivière Banwy en crue, avec force noyades. L'approvisionnement des Gallois fut perdu dans un engagement secondaire, près du lieu-dit de Thesseweit (dont on n'a pu préciser l'emplacement). Au cours de cette bataille, cruciale pour l'avenir du pays, les Gallois avaient perdu plusieurs centaines d'hommes. Madog, privé de troupes, tomba aux mains des Anglais vers la fin du mois de juillet suivant.